# Adligenswil
Adligenswil es una comuna suiza del cantón de Lucerna, situada en el distrito de Lucerna. Limita al norte con la comuna de Dierikon, al este con Udligenswil y Küssnacht am Rigi (SZ), al sur con Meggen, y al oeste con y Lucerna y Ebikon.

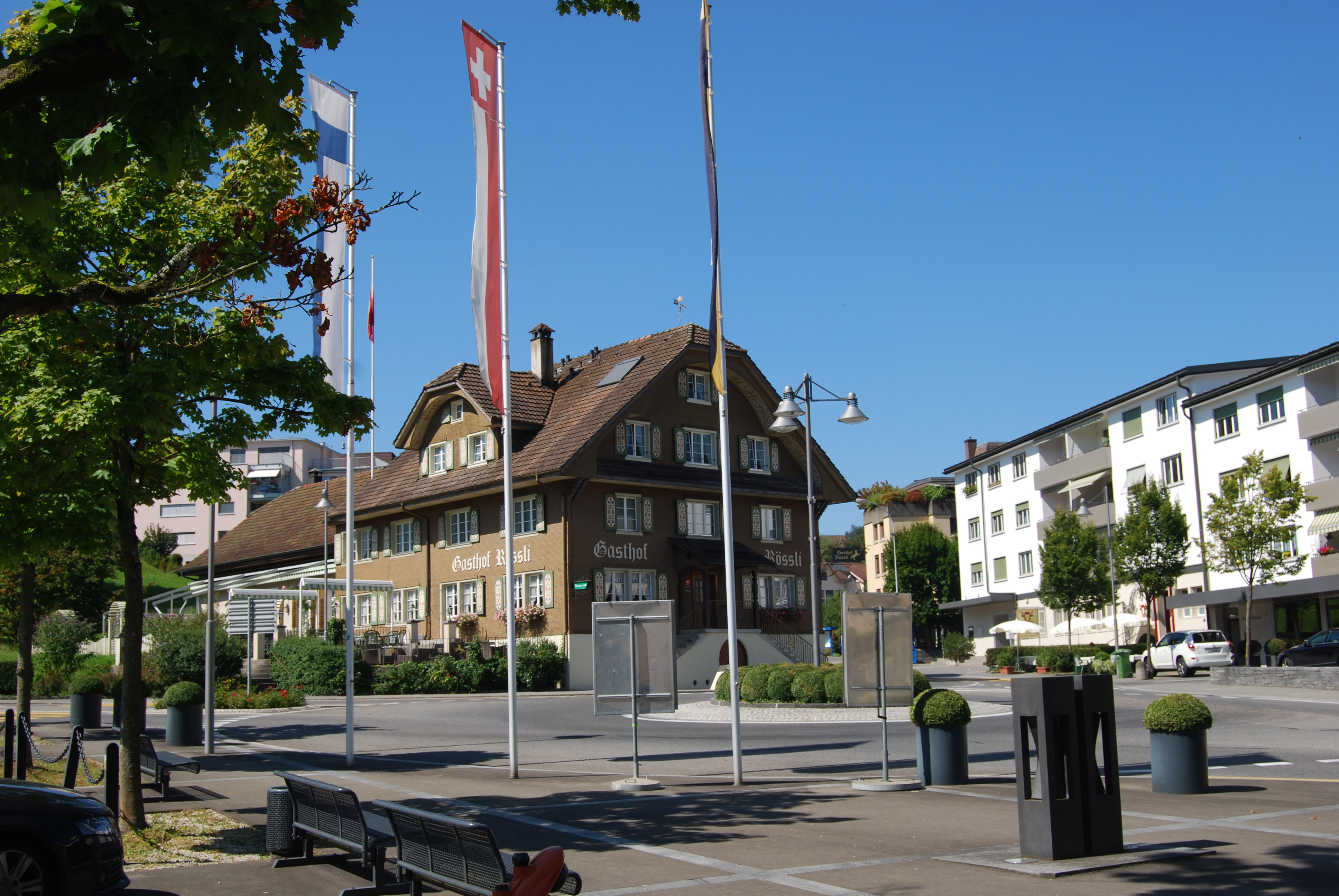
Adligenswil